# Nerf massétérique
Le nerf massétérique (ou nerf massétérin ou nerf temporo-massétérin) est un nerf de la face, branche du nerf mandibulaire (nerf crânien V3 ).
Il traverse l'échancrure mandibulaire pour atteindre le muscle masséter. Il alimente le muscle masséter et donne la sensation à l'articulation temporo-mandibulaire. Il peut être utilisé pour compenser la paralysie du nerf facial.

## Trajet
Le nerf massétérique nait du tronc terminal antérieur du nerf mandibulaire dans la fosse infratemporale.
Il passe latéralement, au-dessus du muscle ptérygoïdien latéral, devant l'articulation temporo-mandibulaire et derrière le tendon du muscle temporal.
Il la mandibule au niveau de l'incisure mandibulaire accompagné de l'artère massétérique. Il atteint ensuite la surface profonde du muscle masséter, se ramifiant souvent en 2 ou 3 branches presque jusqu'au bord antérieur du muscle masséter.

## Zone d'innervation
Le nerf massétérique innerve le muscle masséter.
Il donne des fibres sensitives à l'articulation temporo-mandibulaire.

## Aspect clinique
Le nerf massétérique peut être prélevé et utilisé pour réparer la paralysie du nerf facial,.